# Frederick Scott Archer

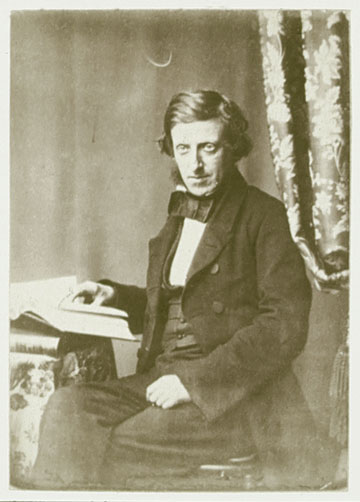
Frederick Scott Archer – Aufnahme von Fotograf Robert Cade entstanden ca. 1855

Frederick Scott Archer (* 1813 in Bishop’s Stortford, Hertfordshire; † 2. Mai 1857 in London) war ein britischer Bildhauer und Fotopionier. Er entwickelte 1851 die Kollodium-Nassplatte für fotografische Aufnahmen.

## Leben und Werk
Frederick Scott Archer, 1813 als Sohn eines Fleischers in Bishop’s Stortford in England geboren, experimentierte für seine Werke mit Talbots Kalotypie, um fotografische Vorlagen für seine Arbeiten herstellen zu können. Dazu setzte er ab 1848 das Kollodium ein, 1851 veröffentlichte er dann eine ausführliche Beschreibung der von ihm daraus entwickelten Kollodium-Nassplatte.
Archer verzichtete darauf, ein Patent für seine Erfindung anzumelden, dennoch kam es zu Streitigkeiten  mit Le Gray und Talbot über die Urheberrechte des Verfahrens. Nachdem das Patentamt die Ansprüche auf ein Patent von Le Gray und Talbot jedoch zurückgewiesen hatte, war die freie Nutzung der Kollodium-Nassplatte möglich.
Ihm zu Ehren benannt ist der Archer-Gletscher in der Antarktis.